# Załamek Carharta
Załamek Carharta – charakterystyczne przy otosklerozie podwyższenie (czyli pogorszenie) progu słuchowego (przewodnictwo kostne) o 10–20 dB dla 2 kHz.
Występuje ono często, ale nie zawsze, i wynika z ograniczenia ruchomości strzemiączka